# تيمور جوراييف
تيمور جوراييف (بالأوزبكية: Temur Joʻrayev) هو لاعب كرة قدم أوزبكستاني في مركز حراسة المرمى، ولد في 11 مايو 1984 في شهرسبز في الإسكندر الأكبر. شارك مع منتخب أوزبكستان لكرة القدم. أما مع النوادي، فقد لعب مع باختاكور طشقند ونادي لوكوموتيف طشقند.

## وصلات خارجية
- تيمور جوراييف على موقع الاتحاد الدولي (مؤرشف)  (الإنجليزية)
- تيمور جوراييف على موقع قاعدة بيانات كرة القدم.إي يو (الإنجليزية)
- تيمور جوراييف على موقع ناشيونال فوتبول تيمز (الإنجليزية)
- تيمور جوراييف على موقع Soccerway.com (الإنجليزية)